# پروتئوم

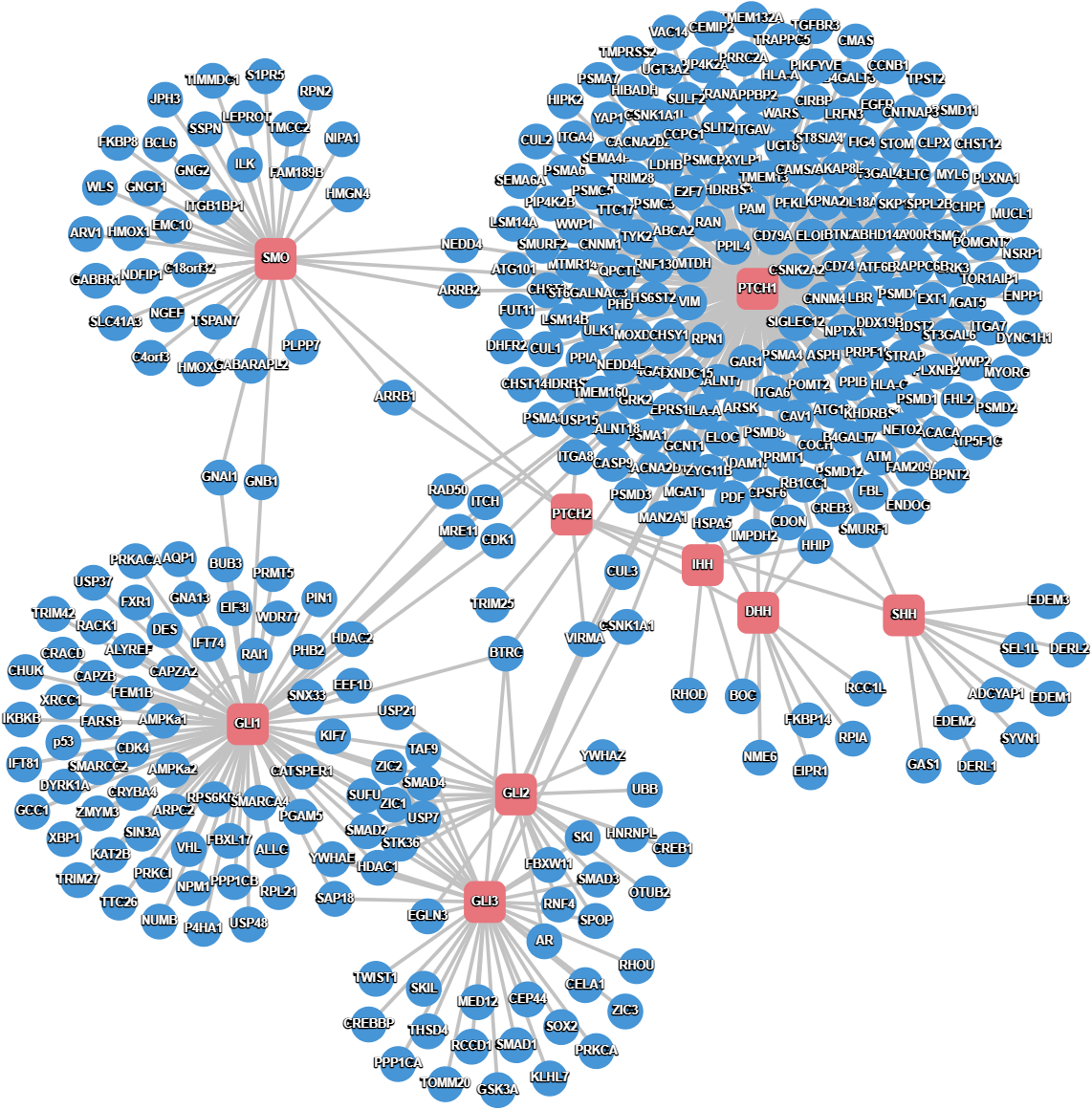
تکه ای از پروتئوم: برهمکنش های پروتئین-پروتئین ایجاد شده توسط پروتئین های انسانی که تنها در یک مسیر سیگنال دهی دخیل هستند. مسیر سیگنالینگ آغاز شده توسط پروتئین های جوجه تیغی (SHH، IHH، DHH) برای رشد جنینی مهم است، اما با توسعه سرطان ها نیز مرتبط است.

به کلیهٔ پروتئین‌هایی که در یک سلول در یک زمان مشخص بیان می‌شود، پروتئوم آن سلول گفته می‌شود و این پروتئوم است که فاصلهٔ بین ژنوم و مکانیسم مولکولی رفتار سلولی را پر می‌کند. برخلاف ژنوم، برای هر جاندار نمی‌توان یک پروتئوم واحد تعریف کرد. پروتئوم سلول‌های مختلف با یکدیگر متفاوت‌اند؛ یعنی سلول‌ها علاوه بر پروتئین‌های ضروری که در همهٔ انواع سلول‌ها بیان می‌شوند، دارای یک‌سری پروتئین‌های اختصاصی نیز هستند. از این رو بهتر است پروتئوم را برای هر یک از انواع سلول‌ها تعریف نمود. با این حال پروتئوم یک نوع سلول نیز همیشه ثابت نیست. سلول در برابر شرایط مختلف محیطی و پیام‌هایی که از سلول‌های اطراف دریافت می‌کند، پروتئین‌های مختلفی را بیان می‌کند. به‌عبارت دیگر هر سلول تحت شرایط مختلف پروتئوم‌های متفاوتی دارد؛ بنابراین برای شناسایی مکانیسم‌های مولکولی رفتار سلولی و واکنش‌های زیستی، لازم است پروتئین‌هایی که در یک سلول بیان می‌شوند، تغییرات آن‌ها در شرایط مختلف، عملکرد آن‌ها و همچنین برهم‌کنش‌های بین پروتئین‌های مختلف در یک سلول، بررسی شود. به مجموعهٔ این بررسی‌ها، نقشه‌برداری پروتئوم یا پروتئومیکس، گفته می‌شود.